# ایم هیونگ جون
ایم هیونگ جون (انگلیسی: Im Hyung-joon؛ زادهٔ ۱۰ مهٔ ۱۹۷۴) بازیگر اهل کره جنوبی است. وی از سال ۱۹۹۸ میلادی تاکنون مشغول فعالیت بوده‌است.
از فیلم‌ها یا برنامه‌های تلویزیونی که وی در آن نقش داشته‌است می‌توان به یک فردای بهتر، دایره جنایی، آیریس و سارق اشاره کرد.